# Waullac
Waullac es un sitio arqueológico ubicado en el caserío de Antaoko, distrito de Independencia, provincia de Huaraz, región Áncash de Perú. Existen evidencias tanto de la cultura Recuay como de la cultura Wari.
El sitio arqueológico fue declarado Patrimonio Cultural de la Nación el 16 de diciembre de 2005 de acuerdo a la Resolución Directoral Nacional n.º 1672/INC del Instituto Nacional de Cultura. En septiembre de 2019 el complejo arqueológico fue reabierto al público luego de una inversión de más de 74 000 soles por parte de la Municipalidad Provincial de Huaraz destinados a su puesta en valor.

## Ubicación
Se encuentra ubicado en el caserío de Antaoko, a orillas del río Paria, a 2 km, al este de la ciudad de Huaraz a 3100 m s.n.m, y tiene una extensión de un kilómetro cuadrado.
Waullac se halla en la ladera de un cerro,está formado por depósitos fluvio glaciar constituido por arena, arcilla, limo y piedras angulares. Por otro lado, ecológicamente pertenece a la formación de Bosque Húmedo Montano Bajo consecuencia de ello existe gran cantidad de vegetación, en su mayoría, de tipo arbórea como el sauce, aliso, molle y eucalipto.

## Descripción
La ocupación en Waullac se inicia en el Intermedio Temprano pero las edificaciones pertenecen al periodo Wari 700 d. C. Se utilizó como cementerio compuesto por cinco estructuras de piedra que asemejan pequeños nichos conocidos comúnmente como chullpas. En las estructuras también se pueden observar pequeñas ventanas y hornacinas. Asimismo, existe una huanca dispuesta de forma vertical y en asociación a un pequeño altar.
El sitio está conformado por 10 estructuras, las cuales se encuentran dispersasen de forma ordenada. Las estructuras son de forma simple, existiendo muros de contención en la parte baja, hecho de piedra del río. 
Así mismo el complejo arqueológico tiene una orientación sur-norte, pero la mayoría de las estructuras se hallan concentradas en la parte oeste, siendo estas de forma rectangular, con techos de grandes lajas cubiertos de tierra.

## Características
Una de las características sobresalientes de esta cultura preincaica, es la adoración a sus difuntos, en especial de los Wari y Recuay; a quien corresponde los monumentos arqueológicos de Waullac; donde se aprecian 5 estructuras hechas a base de rocas, utilizadas para realizar ceremonias con sus muertos.
Estas tumbas, están elaboradas de tal forma, que permitían el fácil traslado de los muertos de un sitio a otro para sus ceremonias; propias de esta cultura. Hay que subrayar, que la cultura wari, veía en la muerte, un signo de fertilidad, donde se vuelve a la tierra para germinar una nueva semilla.

## Galería de imágenes

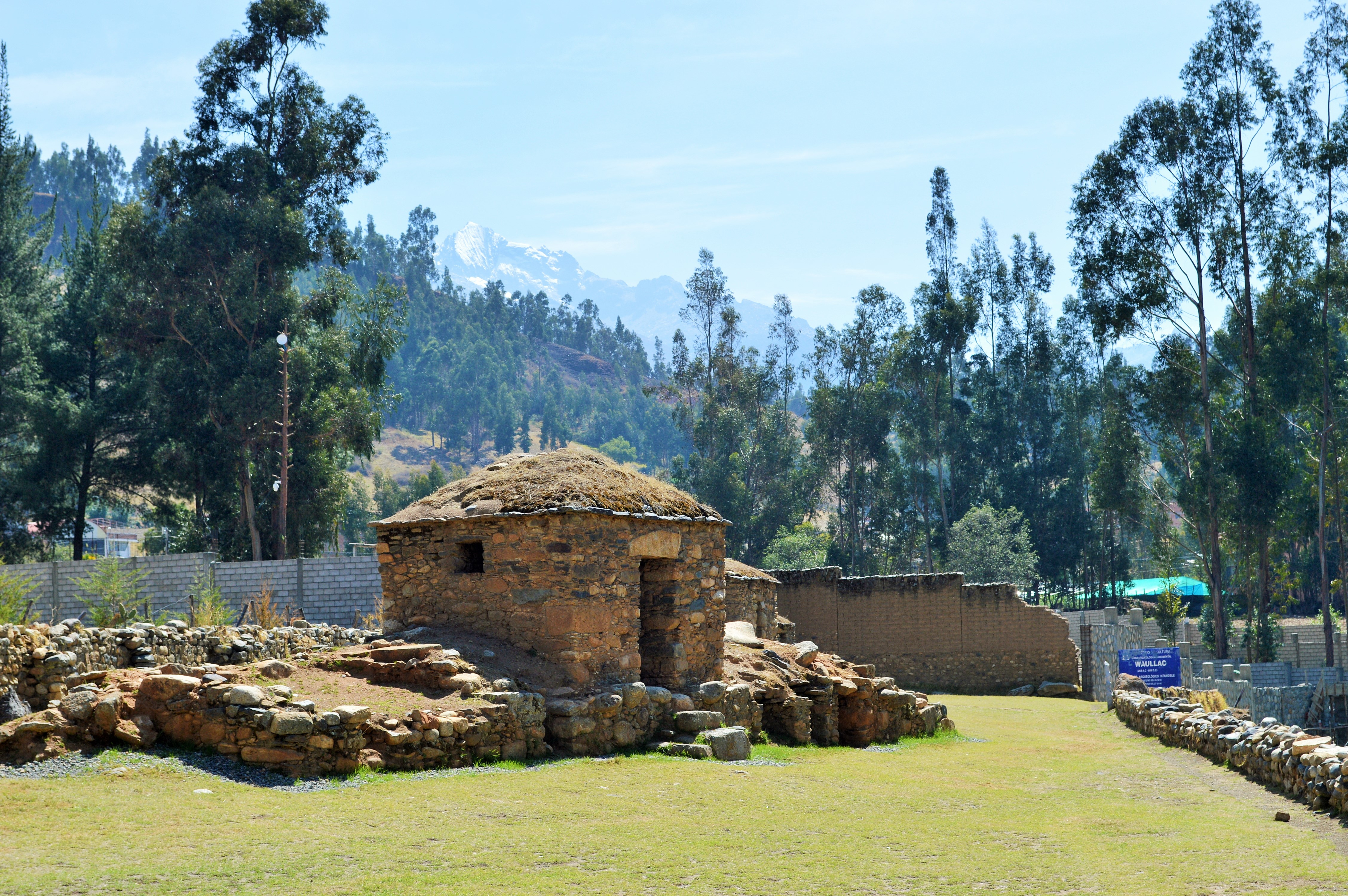
Chullpa este.
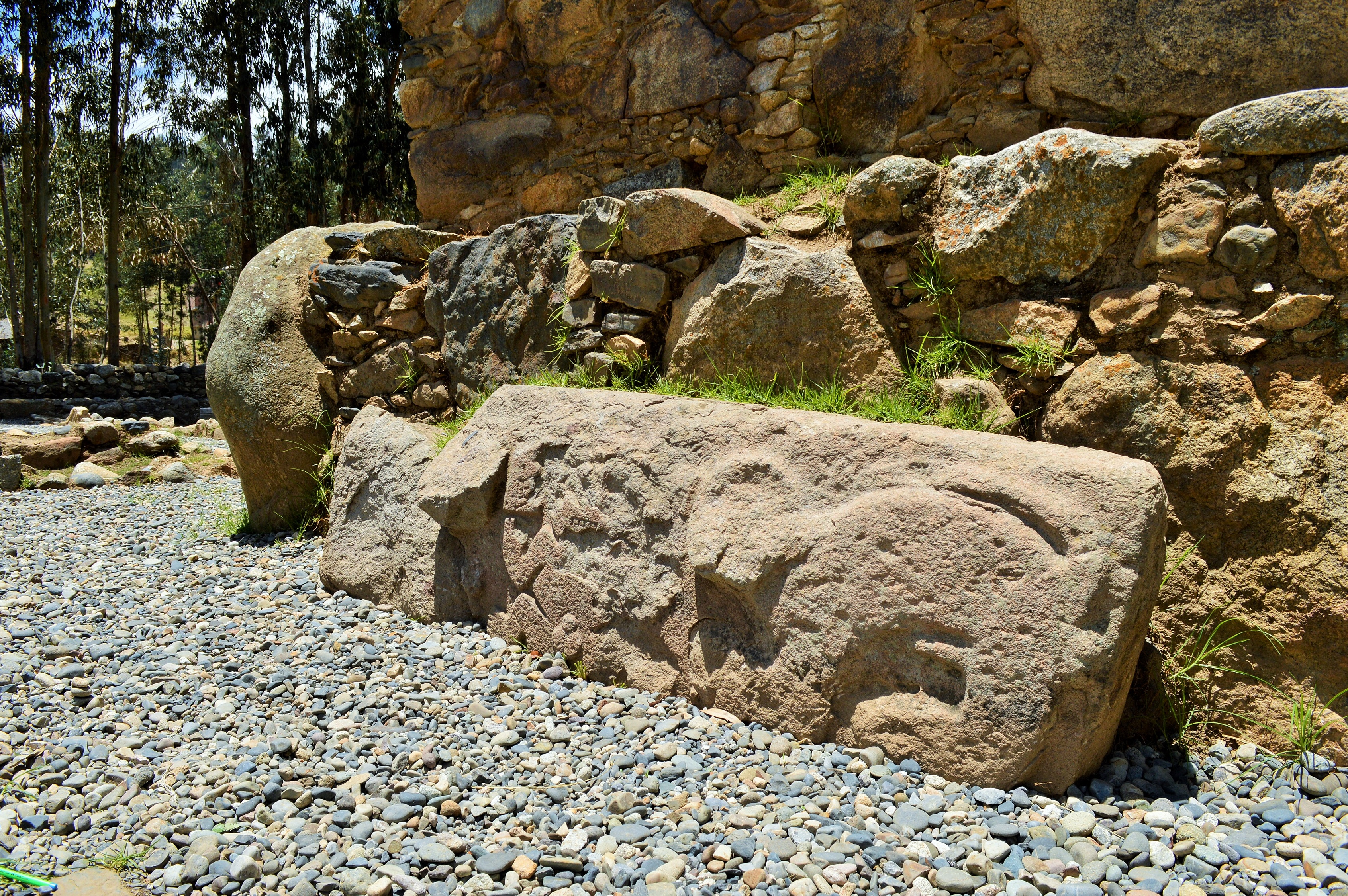
Monolito de la cultura Recuay en la chullpa oeste
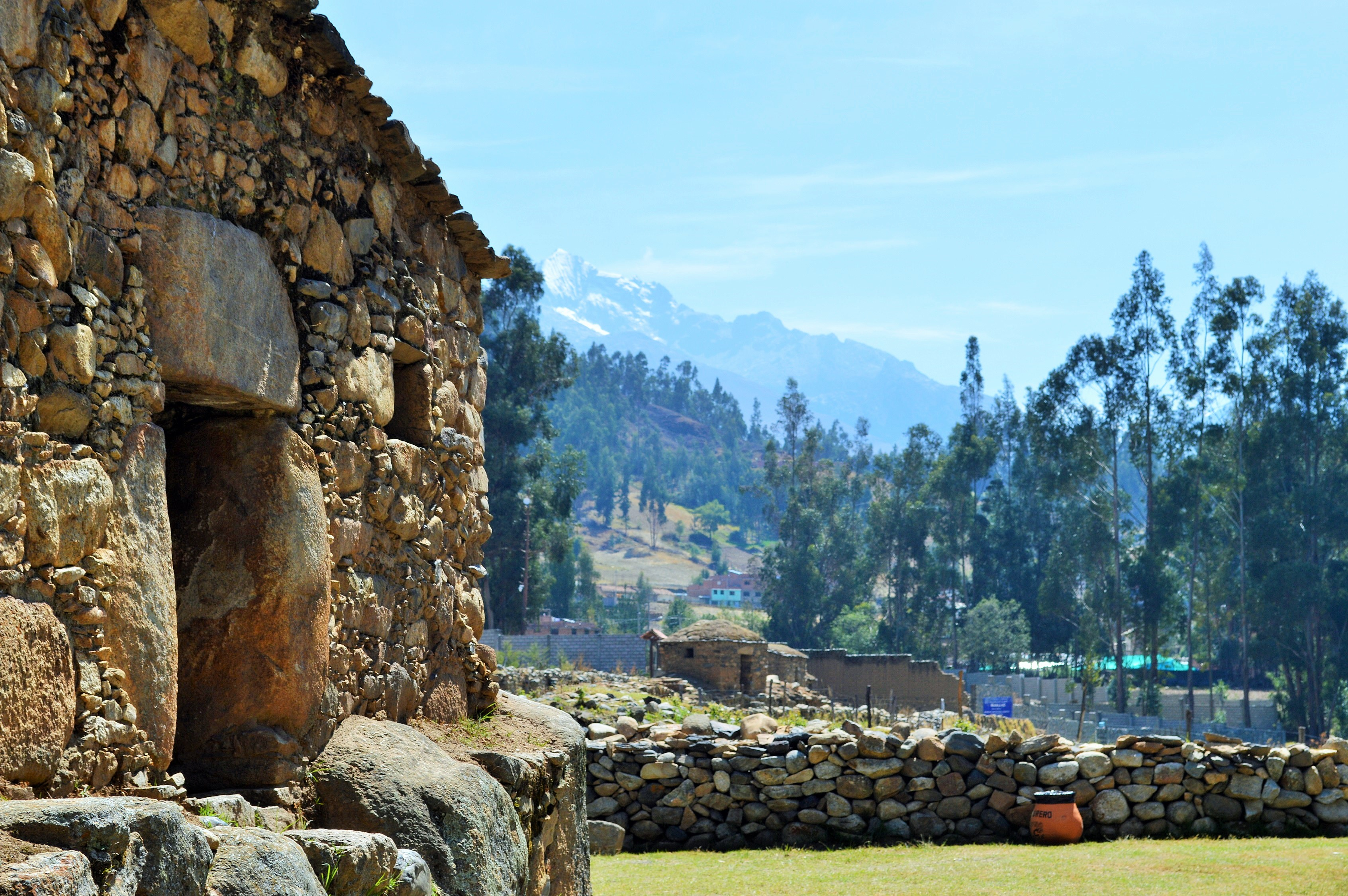
Detalle de la entrada de la chullpa oeste y al fondo la montaña Churup.
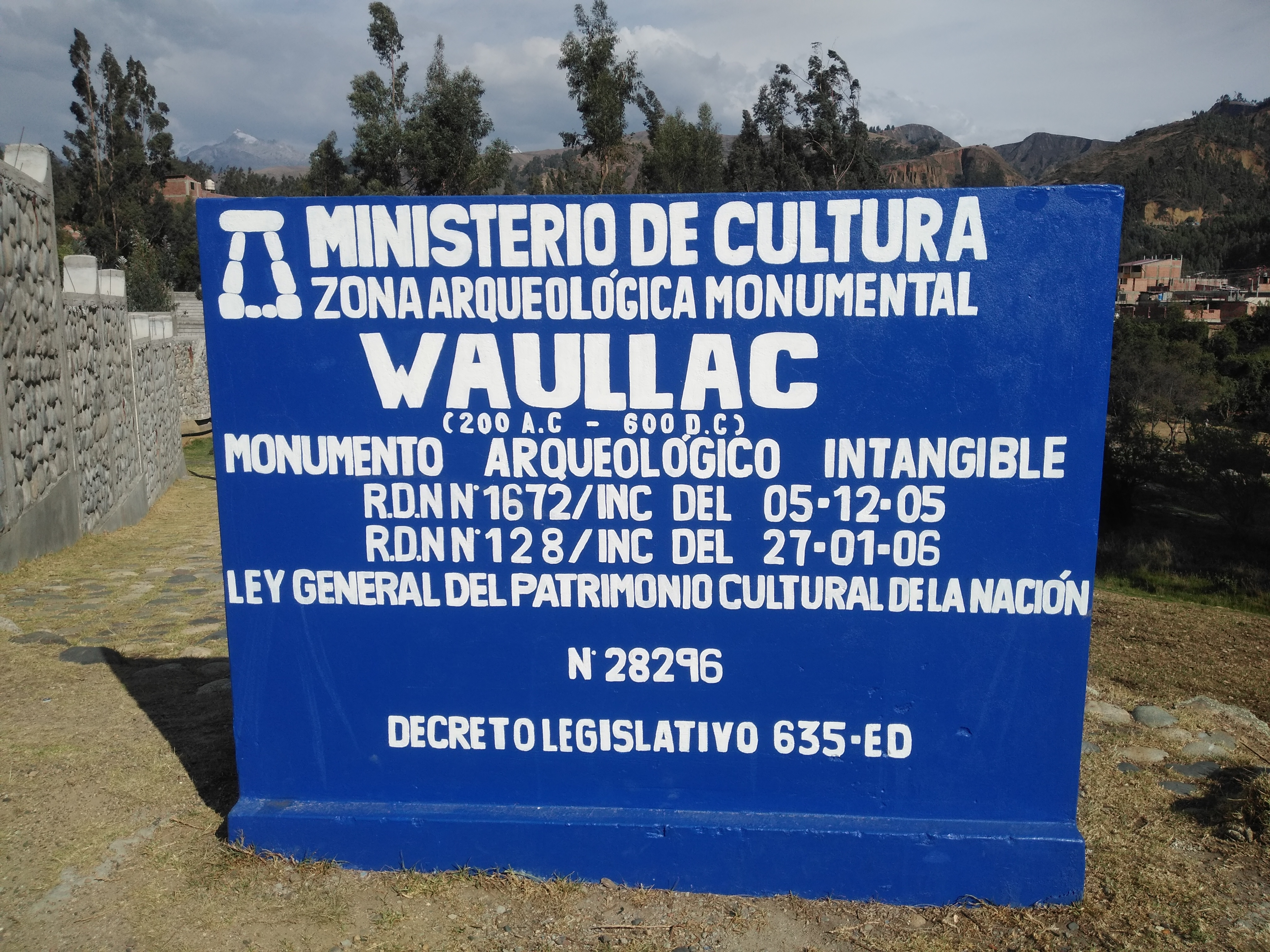